# Museo del Greco
El Museo del Greco, anteriormente conocido como Casa Museo del Greco, es una casa-museo ubicada en la ciudad de Toledo (España) y dedicada al pintor Doménikos Theotokópoulos, más conocido como el Greco, nacido en Creta (Grecia) pero que produjo la mayor parte de su obra en dicha ciudad castellana. La institución, que se inauguró en 1910 para reunir el mayor número posible de cuadros del artista, es una recreación de la que utilizó el pintor para trabajar, aunque durante mucho tiempo se consideró que El Greco pudo haber habitado en ella. Museo adscrito al Ministerio de Cultura, es de gestión exclusiva de la Dirección General de Bellas Artes. En 2024 recibió un total de 187 316 visitantes.

## Historia

### Orígenes
En mayo de 1902, y con motivo de la coronación de Alfonso XIII, la Gaceta de Madrid publicaba la autorización expresa de la Reina Regente para la realización de una exposición sobre el Greco y las instrucciones para llevarla a cabo. Esta se celebraría en el entonces llamado Museo Nacional de Pintura y Escultura (el actual Museo del Prado). Estaba compuesta por obras del propio Museo y de particulares. El catálogo de la exposición consideraba a El Greco un pintor olvidado hasta finales del siglo XIX y afirmaba que había llegado "para él, el momento solemne de su rehabilitación".
Ocho años después se aprobó la Real Orden "disponiendo se admita la oferta hecha por el señor Marqués de Vega Inclán, de la casa del Greco, en Toledo, para servir de Museo á las obras del Greco, en Toledo". A pesar del título, realmente no se creaba un Museo específico sobre el Greco. En efecto, decía el primer punto de la Real Orden citada "Que se admita la oferta hecha por el Sr. Marqués de Vega Inclán del citado edificio, para servir de Museo á las obras del pintor cretense y con objeto de que en su día constituya la base de un Museo de Arte Español, donde sea conocida y estudiada nuestra gloriosa pintura, desde el Greco a D. Vicente López". El Greco era por lo tanto el punto de partida del Museo, no el objeto. Punto de partida tanto conceptual como físico. La Exposición de 1902 habría puesto las bases para la exhibición de la obra del Greco, que de este modo podía mostrarse en el nuevo Museo de forma inmediata.

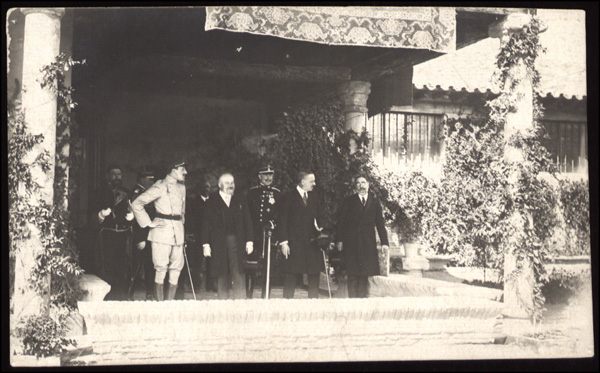
Visita del primer ministro francés al Museo del Greco, acompañado por Alfonso XIII y Benigno de la Vega-Inclán

El edificio del actual museo data de principios del siglo XX y fue erigido a iniciativa del marqués de la Vega-Inclán, El museo se construyó sobre los cimientos de una antigua casa del siglo XVI, conocida como casa de la duquesa de Arjona, y de un palacio renacentista, en la judería toledana, muy cercanas al antiguo solar propiedad del marqués de Villena donde había vivido en realidad el Greco. Con esta iniciativa, el Marqués importaba en España la tipología de la Casa-Museo. El arquitecto estadounidense Addison Minzer se inspiraría precisamente en la Casa-Museo del Greco para construir los Administration Buildings (Boca Ratón, Florida), edificios destinados a acoger las oficinas de su empresa, creada para construir una ciudad entera siguiendo el estilo español.
Tras formalizarse la donación del museo al Estado, el 27 de abril de 1910 se crea un Patronato para su custodia, constituido por destacadas personalidades de la época como son el monarca Alfonso XIII, Joaquín Sorolla, Archer M. Huntington, Aureliano de Beruete, Manuel Bartolomé Cossío, José Ramón Mélida, el conde de Cedillo y José Villegas. El museo abrió sus puertas definitivamente al público el 20 de junio de 1910.
En la iniciativa de crear este museo se reivindicaba la importancia artística del Greco y se intentaba reunir cuantas obras suyas fuese posible. Hasta entonces, muchas habían resultado destruidas o dañadas por el poco aprecio que recibían, y otras empezaban a exportarse por la demanda de museos y coleccionistas extranjeros.
En 1920 don Benigno de la Vega Inclán donó más de 40 cuadros de autores españoles que iban en la línea de crear un Museo de Arte Español. En 1924 se abrió el Museo Romántico en Madrid, lo cual haría que dejasen de ir cuadros al Museo del Greco para formar la gran pinacoteca que se pretendía inicialmente. A pesar de ello, existe una "Sala del Museo de Arte Español" en la que se recogen las obras que en los primeros años de andadura del Museo del Greco le fueron donadas con el objetivo de crear una gran pinacoteca española.

### Reformas y propuesta de reubicación

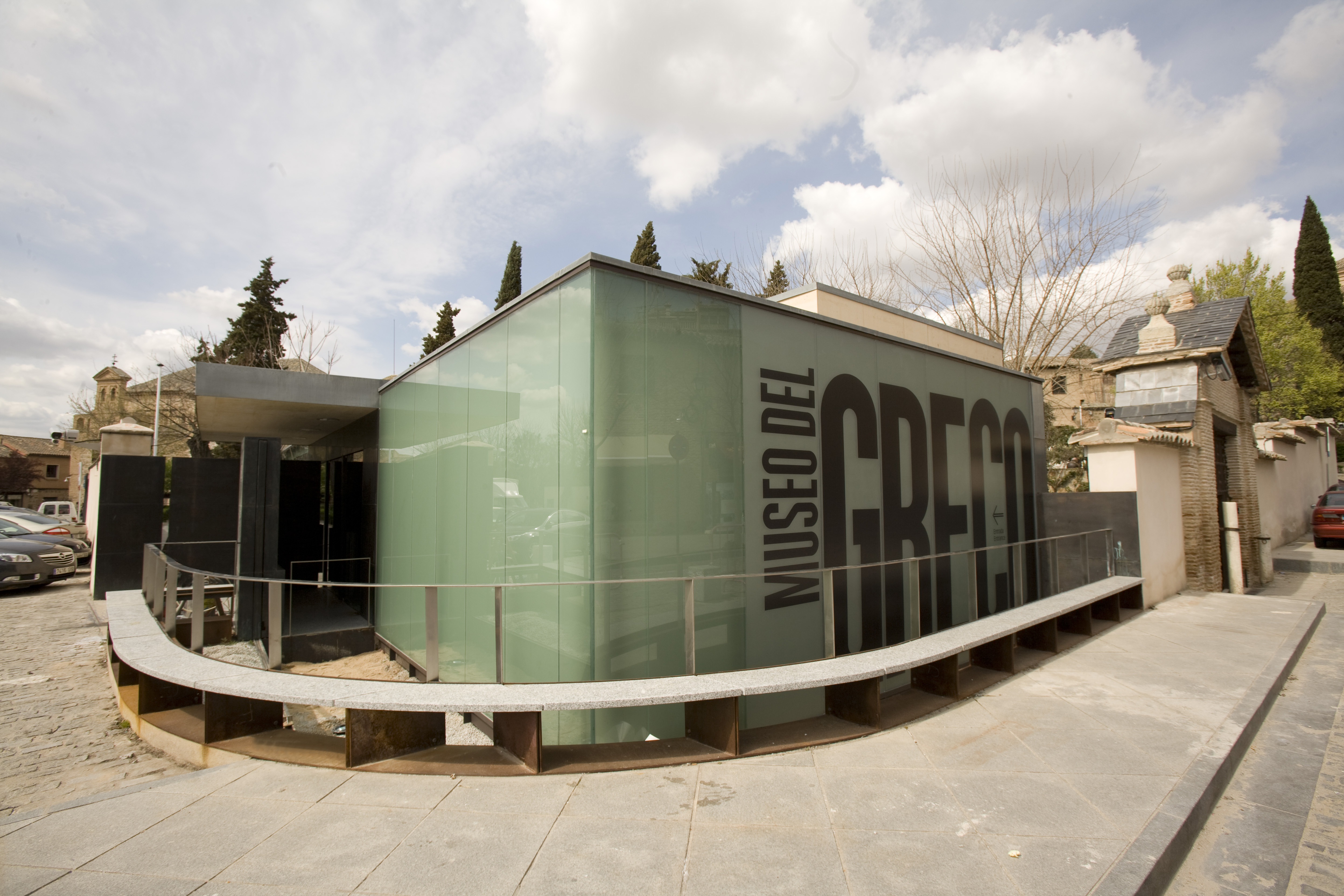
Vista del Museo del Greco desde la calle

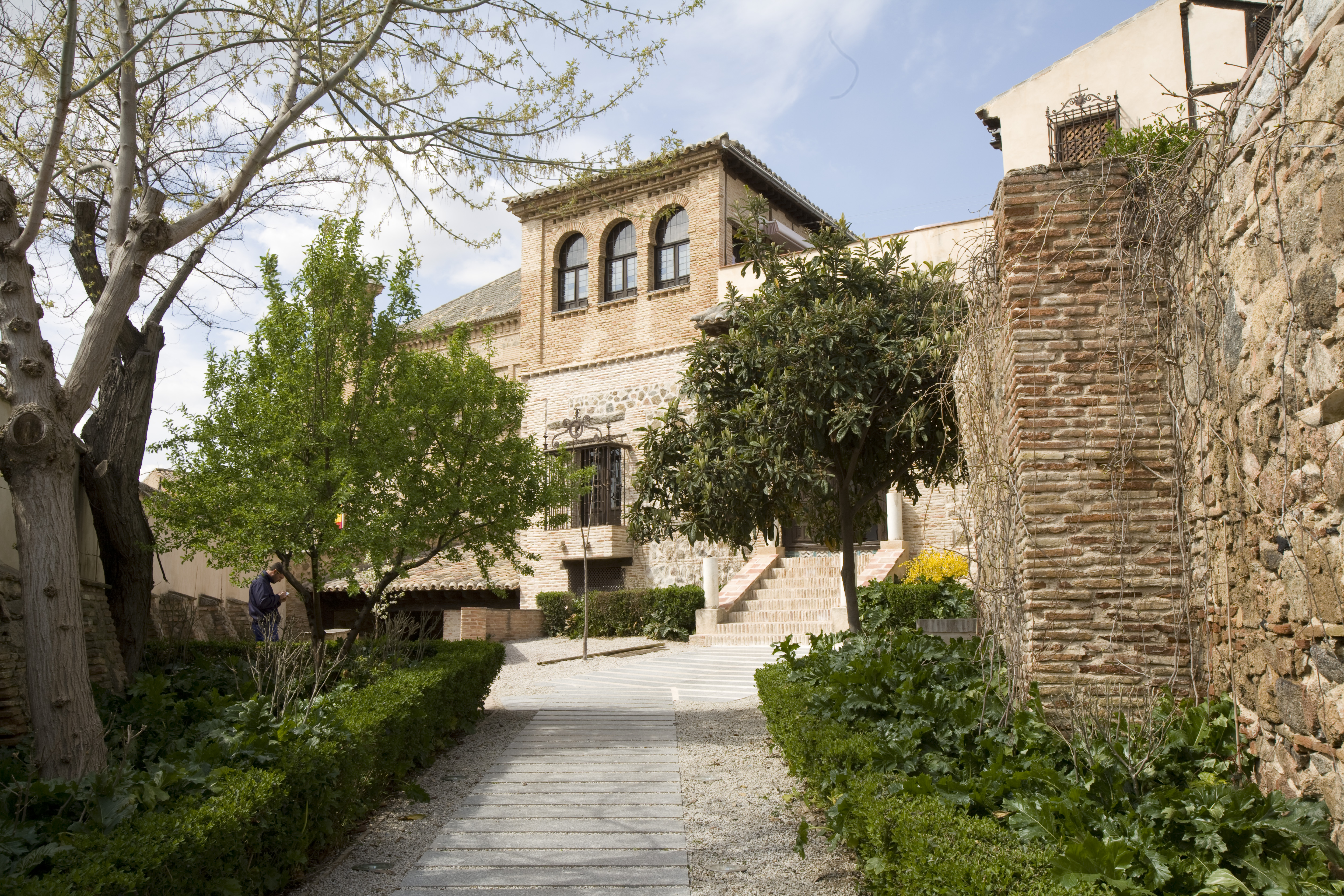
Camino de acceso a la casa

En 1921 se llevó a cabo la primera reforma a la que seguirían la de 1950 y 1960, hasta llegar a la de 1990, en la que se acordó elaborar una estructura interna y externa definitiva para el museo. Sin embargo, dicha intervención no fue suficiente, y el museo fue nuevamente reformado en fecha posterior. Así, el museo estuvo cerrado por obras de reforma desde 2006 hasta marzo de 2011 y parte de su contenido se exhibió de manera itinerante en diversas ciudades españolas. El cuadro Vista y plano de Toledo quedó fuera de dicha selección por su fragilidad y se depositó en el Museo del Prado de Madrid hasta la reapertura del museo toledano, el 24 de marzo de 2011. Las reformas, además de ser más cómodo para el visitante, supusieron un especial protagonismo al principal discípulo del Greco: Luis Tristán. Dado que su sede no fue la vivienda real del pintor de Candía, que se perdió siglos atrás en un incendio, se acordó modificar su denominación de casa-museo –o Casa del Greco– a Museo del Greco.
En diciembre de 2012 el presidente de la Diputación de Toledo presentaba una propuesta para reubicar el Museo del Greco. La propuesta se enmarcaba en la IV conmemoración del Centenario de la muerte del Greco. Consistía en crear un nuevo Museo Nacional del Greco en el edificio del Museo de Santa Cruz. El edificio que hasta entonces ocupaba el Museo del Greco se dedicaría a la pintura a partir del romanticismo. La propuesta tuvo amplio respaldo institucional, pero presentaba importantes problemas técnicos y prácticos.

## Colecciones

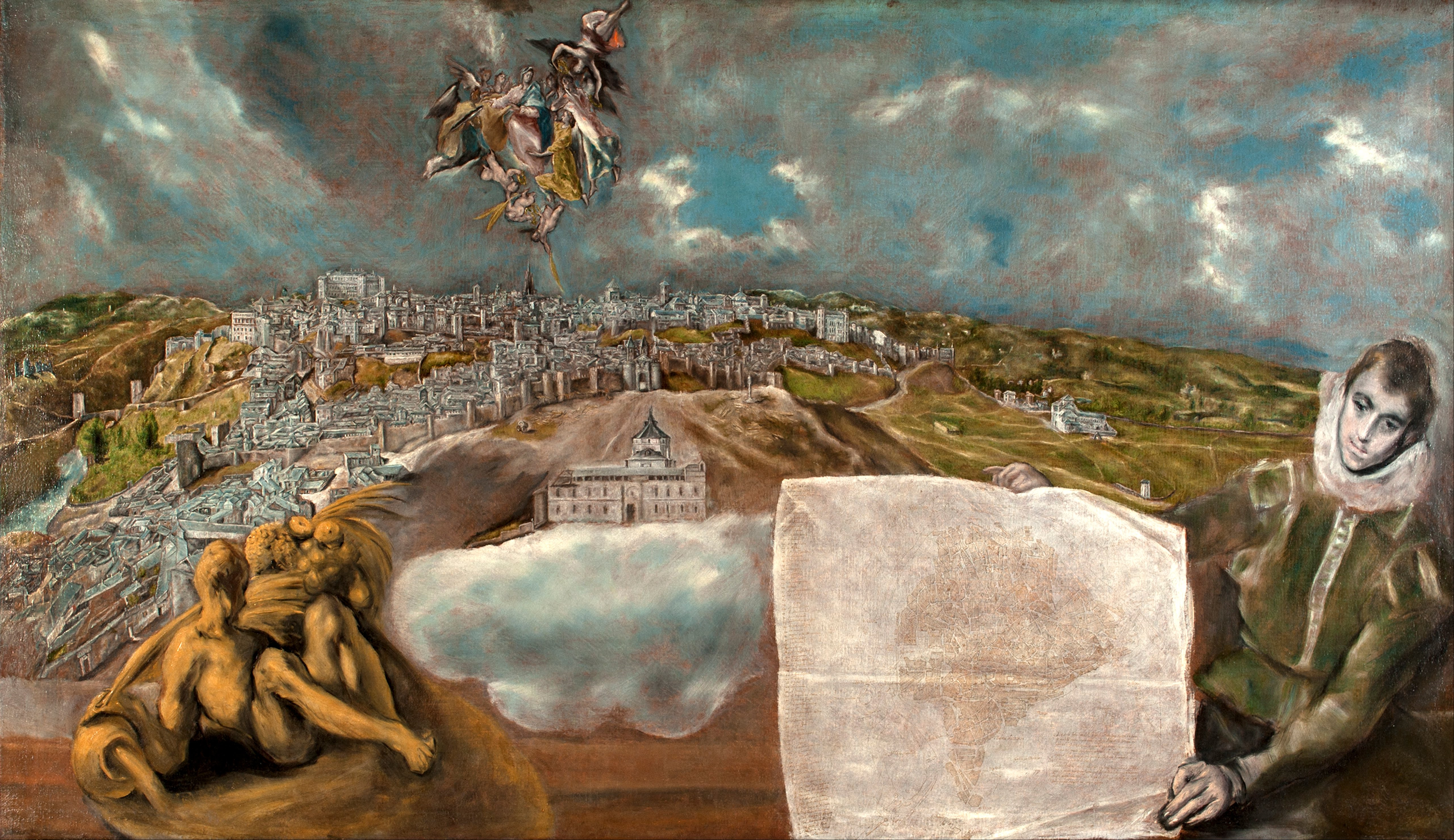
Vista y plano de Toledo, uno de los cuadros relevantes de la casa-museo.

El museo conserva aproximadamente una veintena de lienzos debidos a la mano del Greco, entre los que destacan el conjunto del Apostolado —el cual está considerado como el de mayor calidad de cuantos se conservan—, una de las mejores versiones de Las lagrimas de San Pedro, los retratos de Diego de Covarrubias y de su hermano Antonio, el Retablo de San Bernardino —cedido en depósito por el Museo del Prado—, o Vista y plano de Toledo, acaso la pieza más significativa de la institución. Asimismo, en 2021, el Ministerio de Cultura adquirió la obra Crucifixión con destino al Museo del Greco, siendo la primera pintura del cretense que se incorporaba a la pinacoteca desde su fundación en 1910.
El museo también cuenta con un notable repertorio de obras (el más amplio reunido) de Luis Tristán , considerado el mejor discípulo del Greco, y en cuya obra aunó la fuerte impronta de su maestro y la del naturalismo de raíz caravaggista que conoció durante su estancia de formación en Roma. Otros autores representados son Jorge Manuel Theotocópuli, hijo del Greco —y de quien se exhibe una copia del Expolio, propiedad del Prado—, así como Sánchez Coello, Bartolomeo Passerotti, Herrera el Viejo, Juan Bautista del Mazo (con un soberbio retrato de la reina Mariana de Austria vestida con tocas de viuda, el cual fue un regalo de Huntington al marqués de la Vega-Inclán), Valdés Leal, Joaquín Sorolla (Retrato del marqués de la Vega-Inclán) y Raimundo de Madrazo. Muchas de estas obras tenían como destino el «Museo de Arte Español», un proyecto ideado por el marqués que nunca llegó a materializarse y que serviría para contextualizar la obra del Greco.
Al menos 25 de estas obras han sido cedidas en depósito por el Museo del Prado.

## Galería de obras

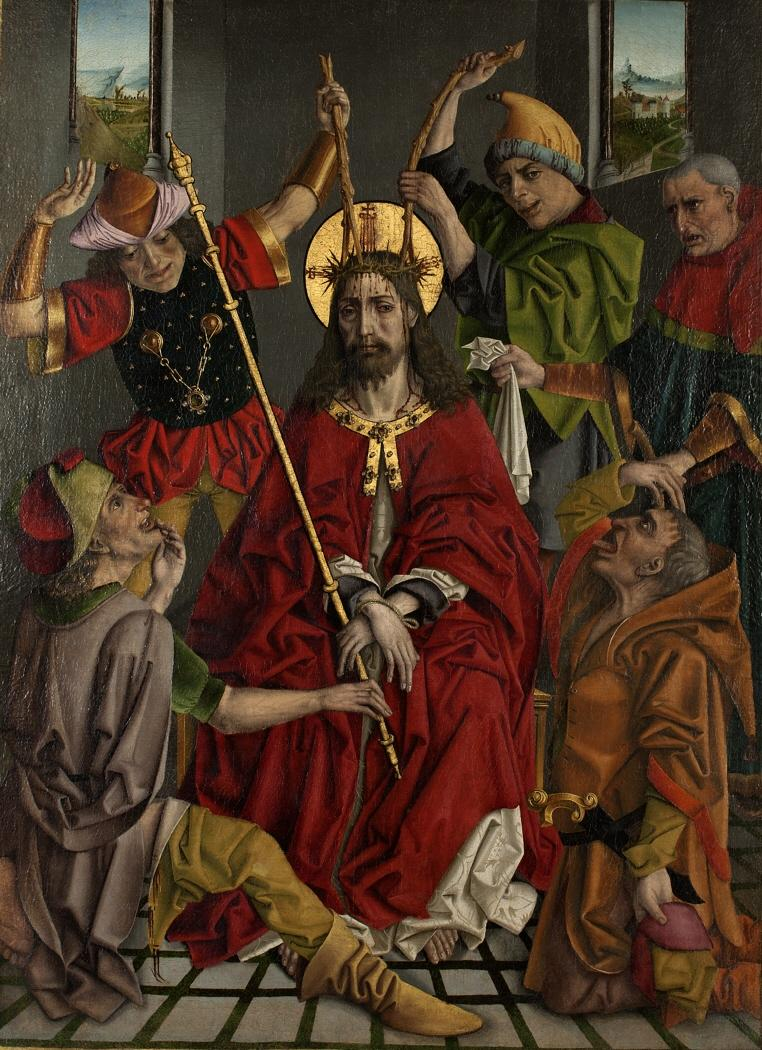
Maestro de la Sisla (atrib.), Coronación de espinas e improperios (c. 1480-1510)
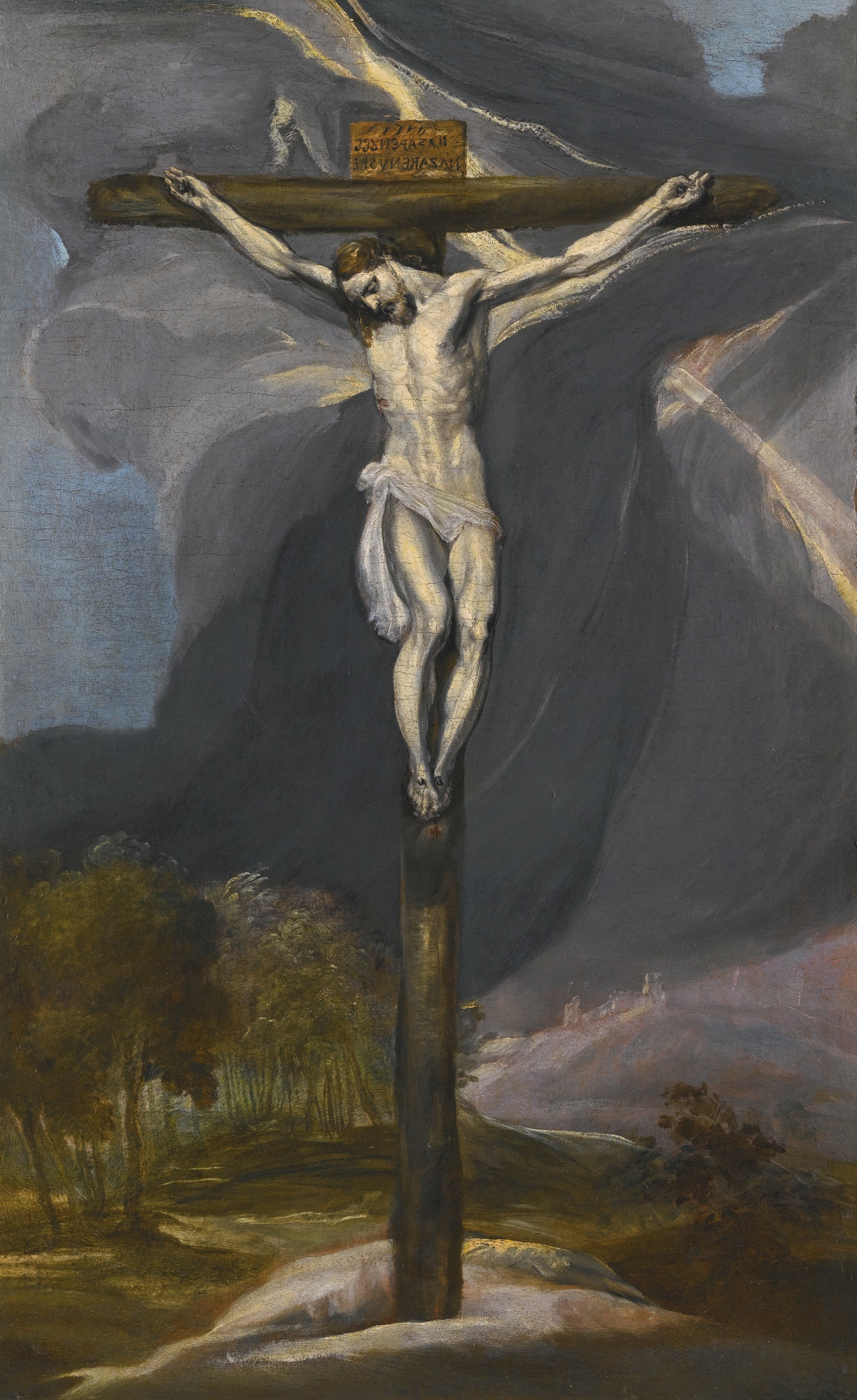
El Greco (Doménikos Theotokópoulos), Crucifixión (c. 1575-1577)
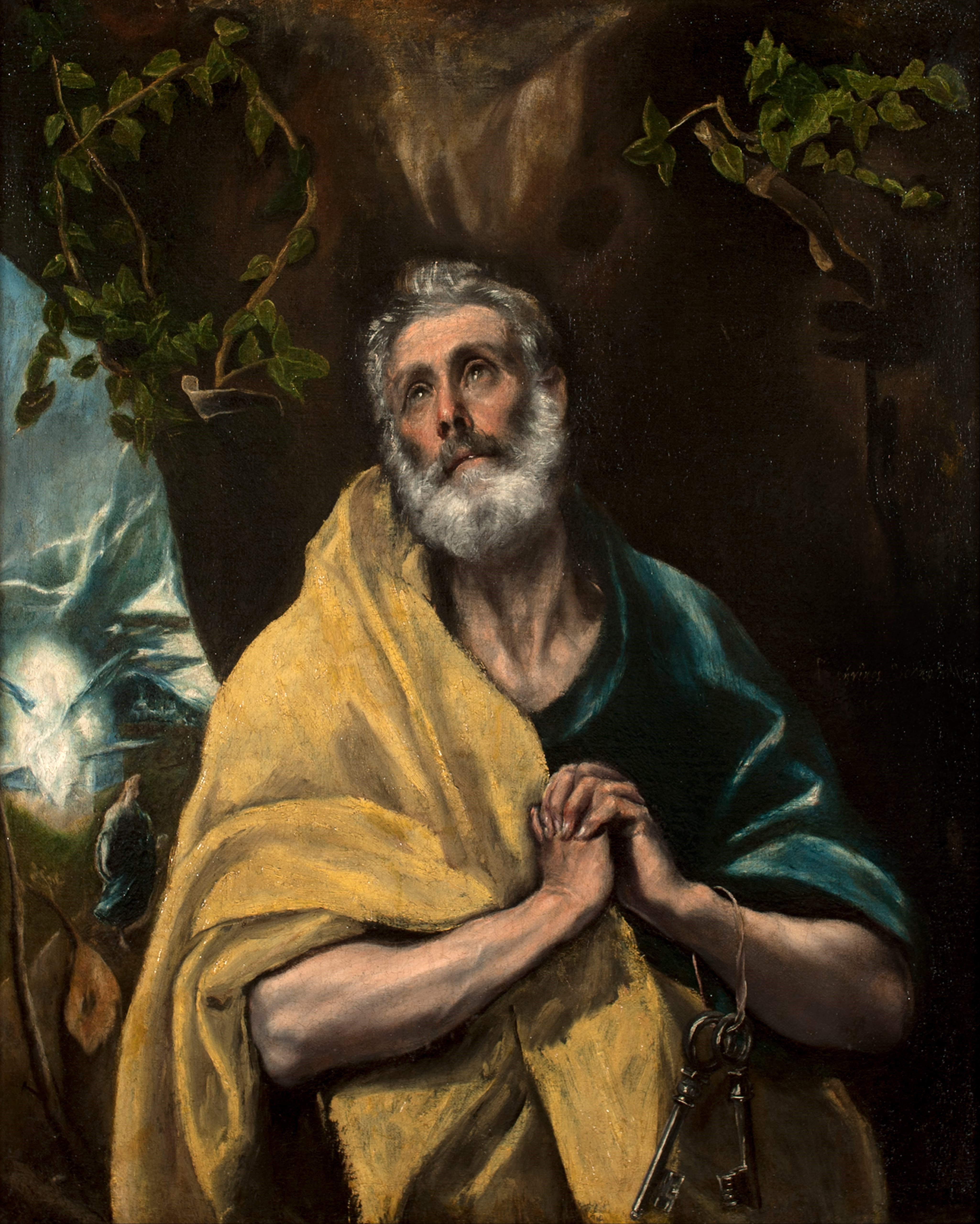
El Greco, Las lágrimas de San Pedro (c. 1587-1596)
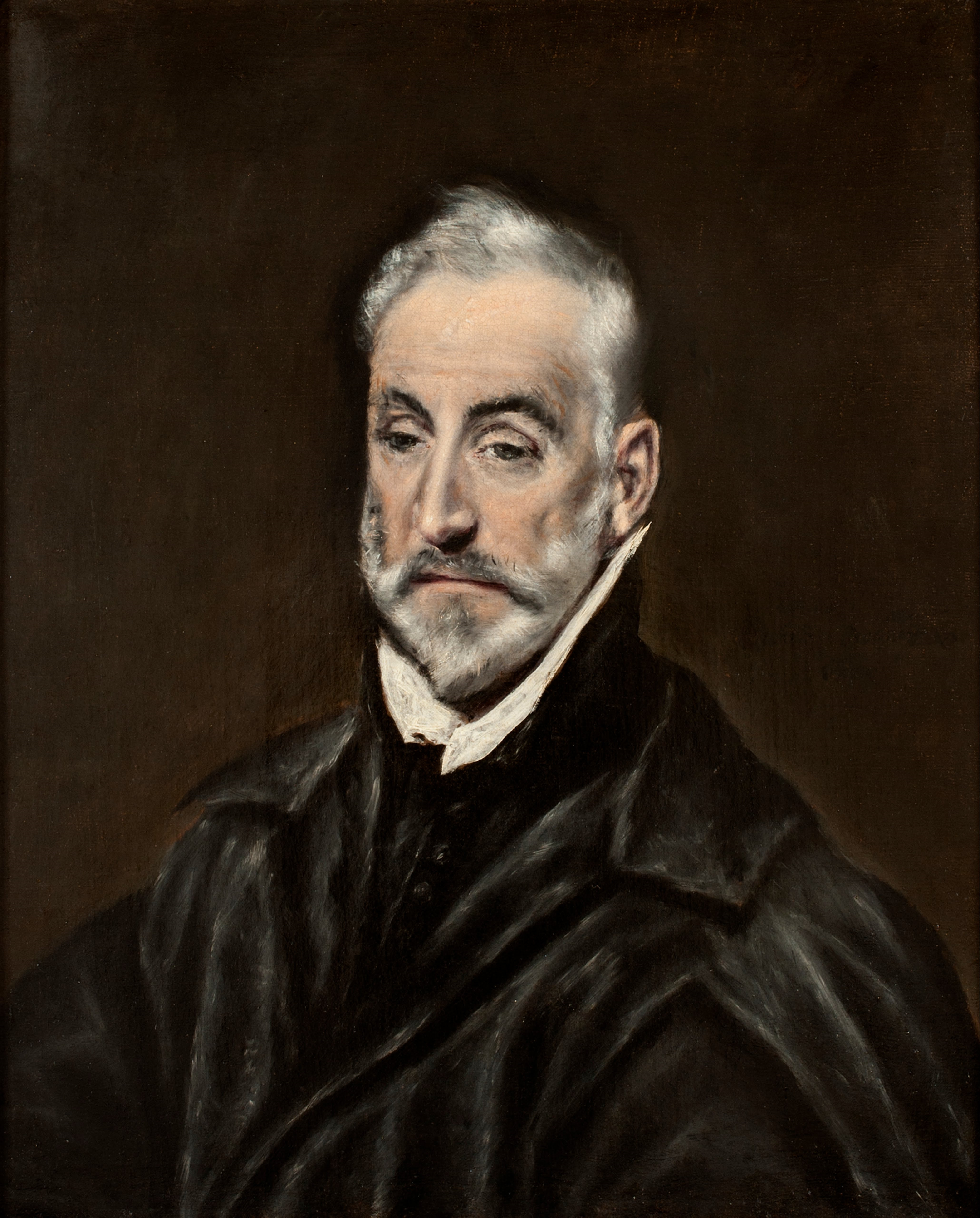
El Greco, Retrato de Antonio de Covarrubias (c. 1600)
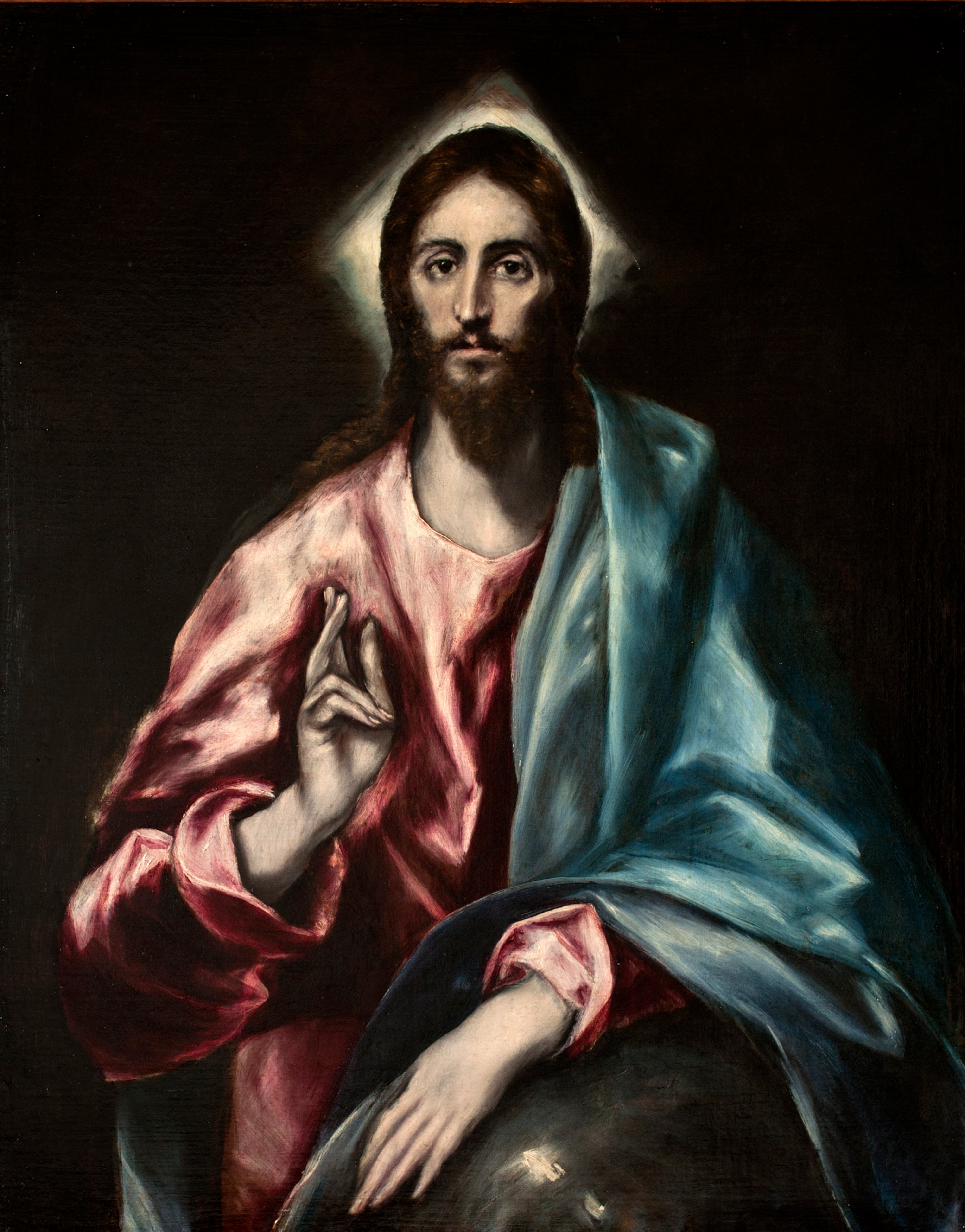
El Greco, El Salvador (del conjunto del Apostolado) (c. 1608-1614)
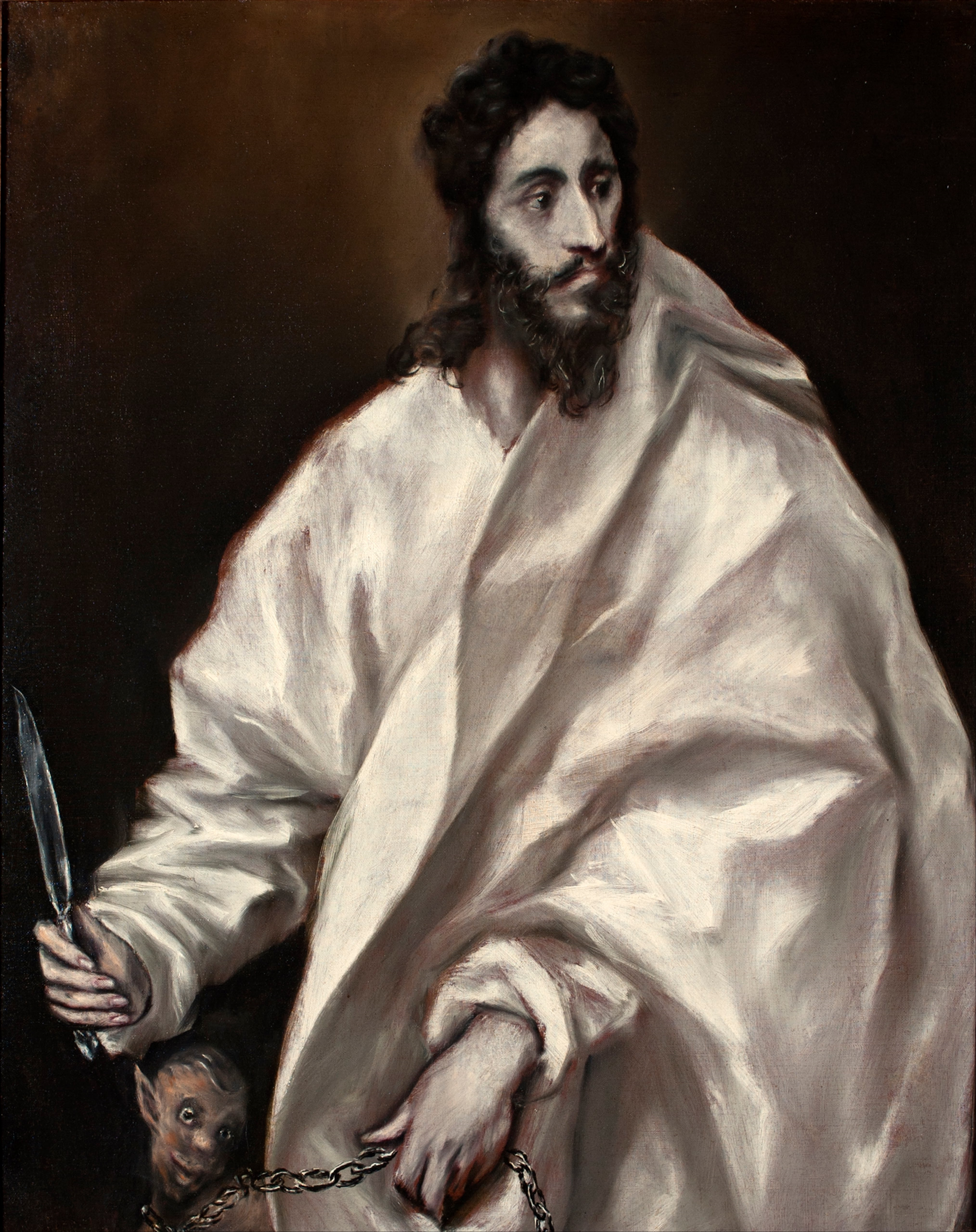
El Greco, San Bartolomé (del conjunto del Apostolado) (c. 1608-1614)

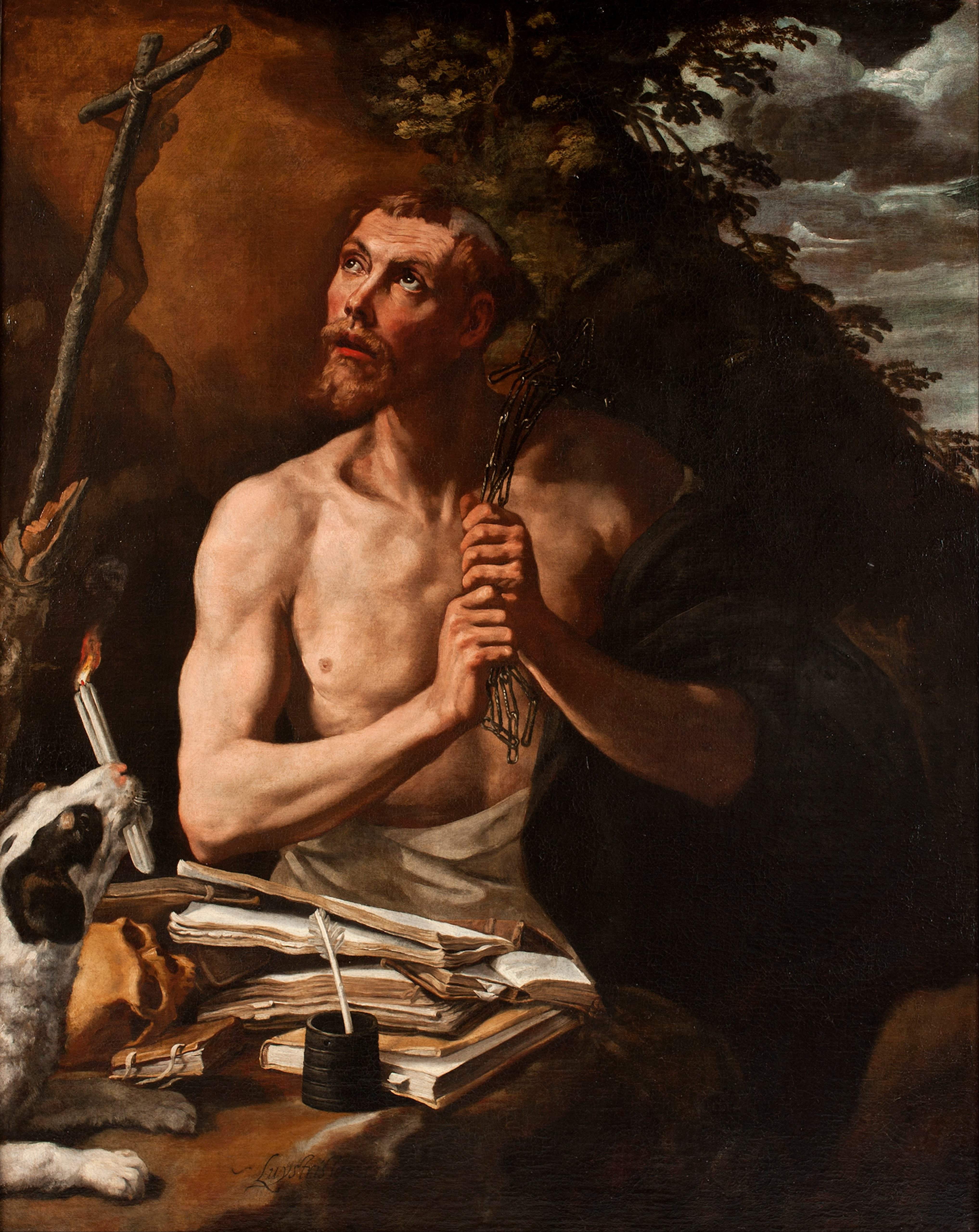
Luis Tristán, Santo Domingo penitente (1610-1624)
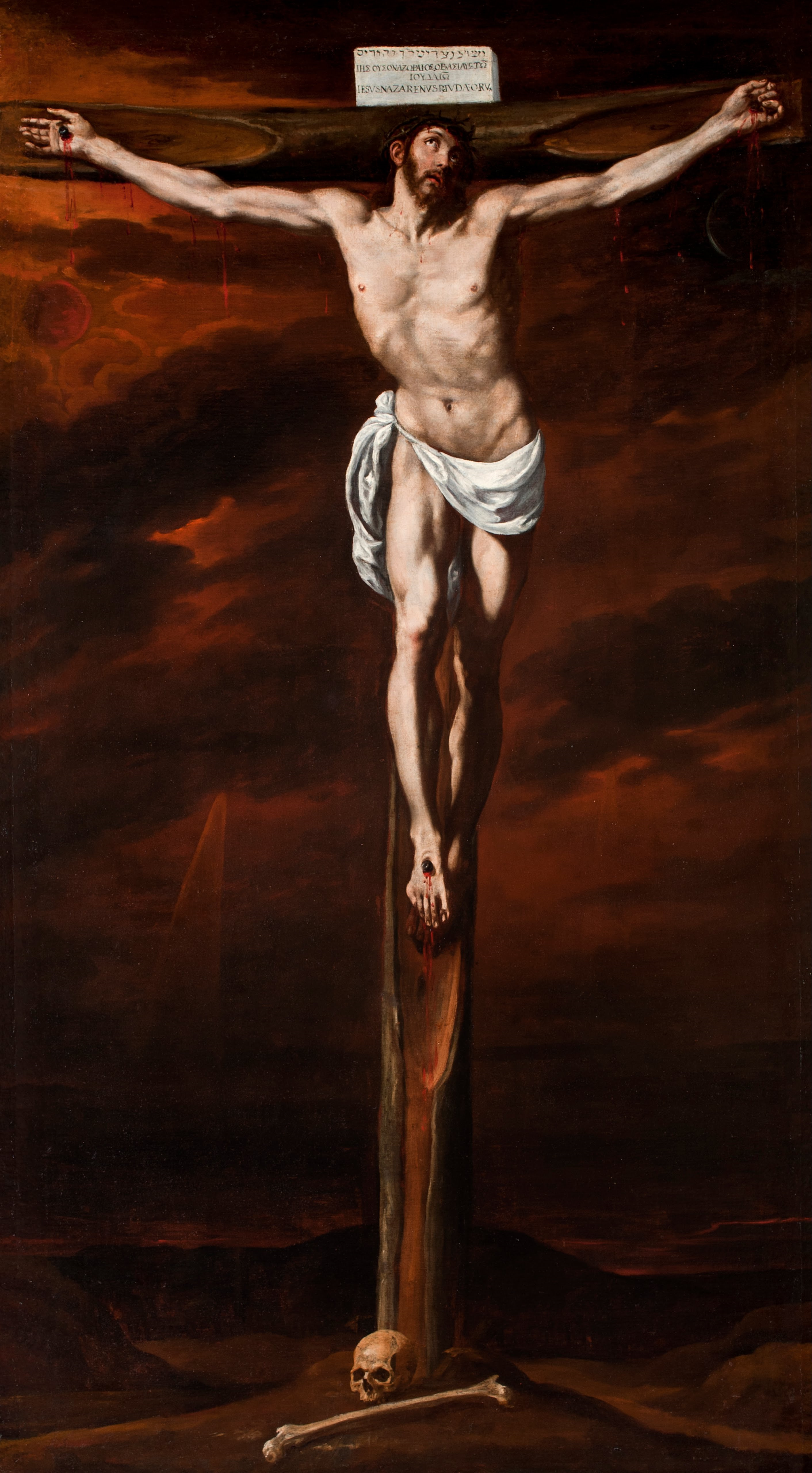
Luis Tristán, Cristo crucificado (1624)
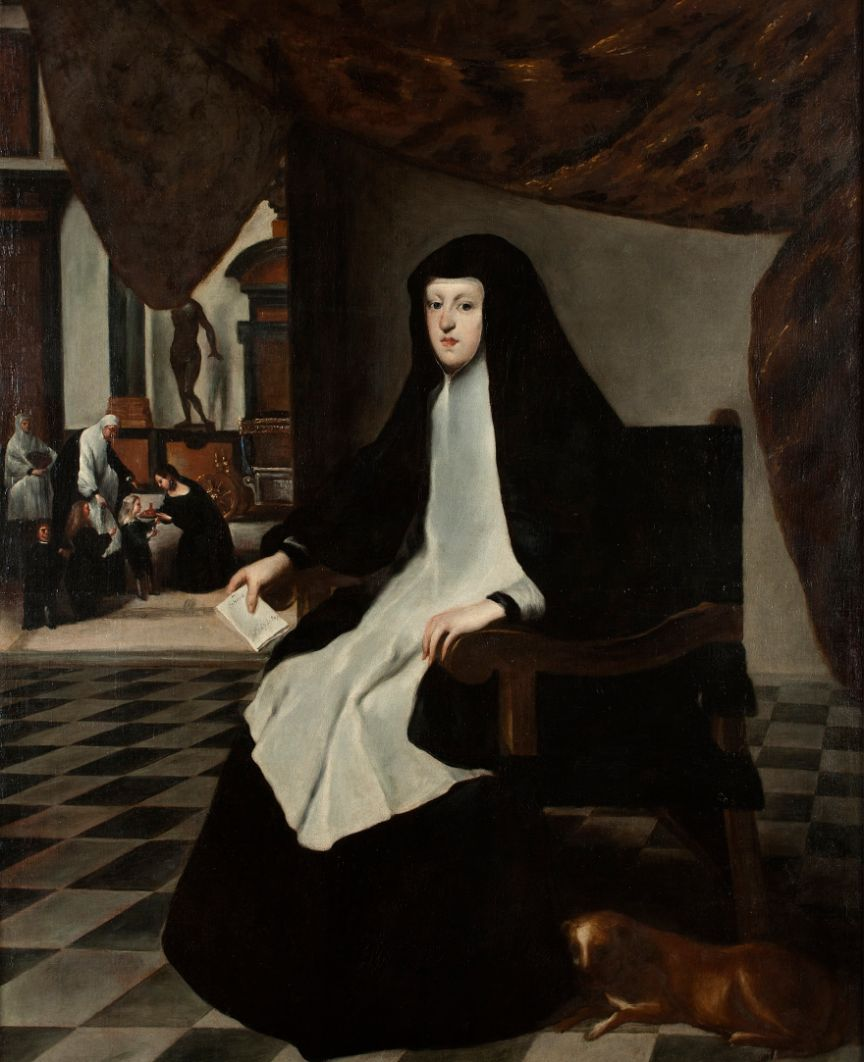
Juan Bautista del Mazo, Retrato de Mariana de Austria con tocas de viuda (c. 1666)
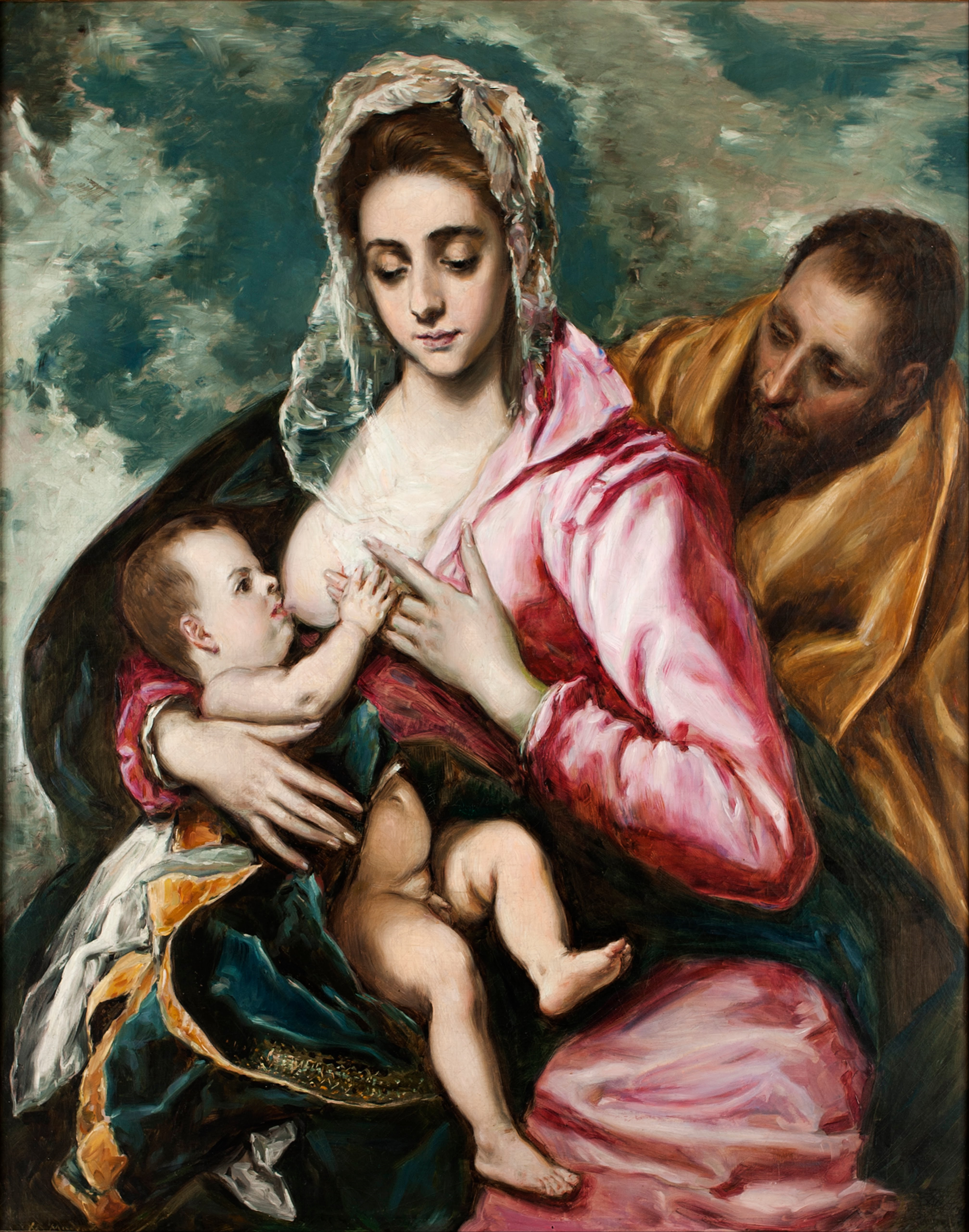
Raimundo de Madrazo (según El Greco), Sagrada Familia (1908)
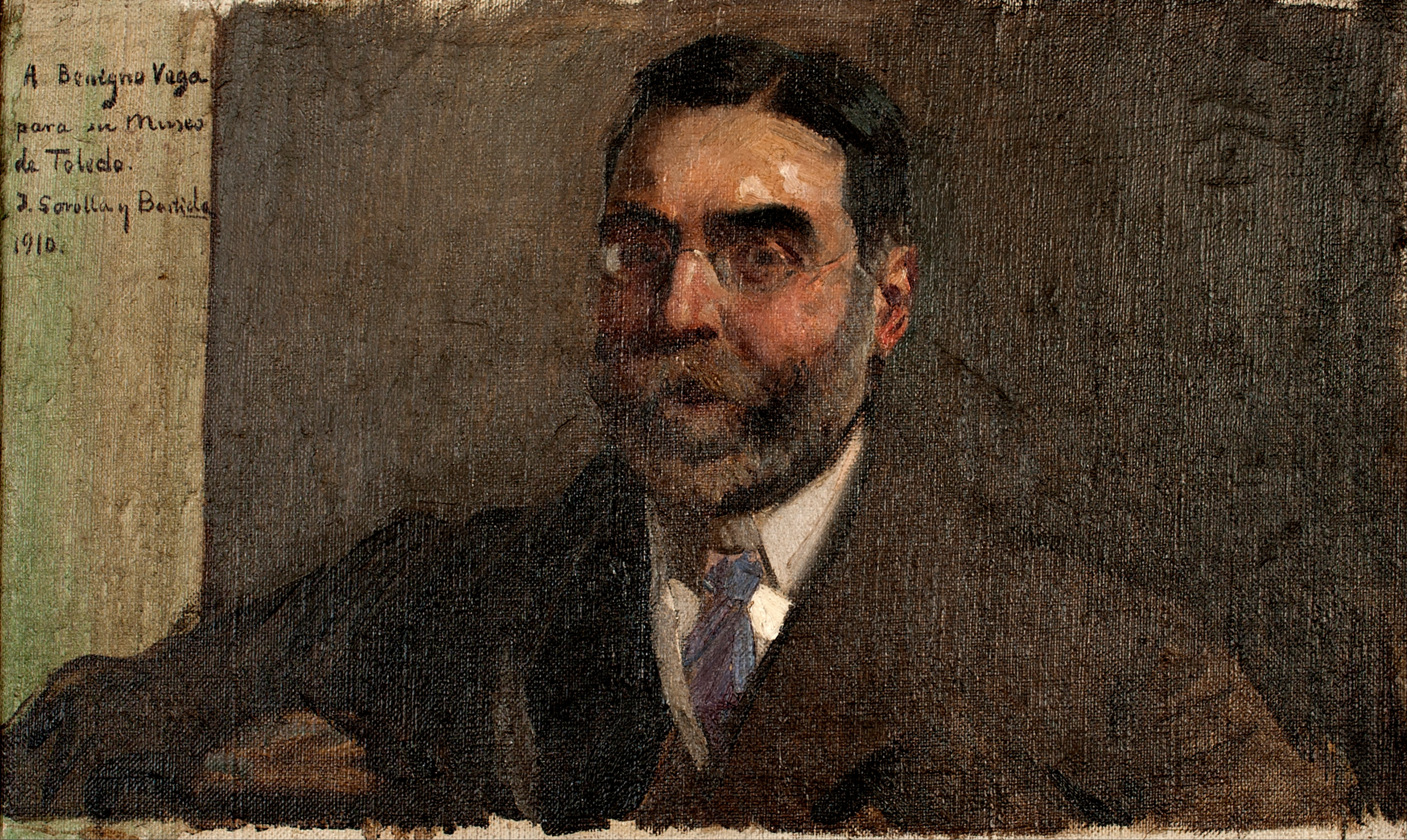
Joaquín Sorolla, Retrato del marqués de la Vega-Inclán (1910)